# Вильгельм (герцог Люнебурга)
Вильгельм Толстый (нем. Wilhelm der Dicke; 1184 — 12 декабря 1213) — герцог Люнебурга, младший сын Генриха Льва, герцога Баварии и Саксонии, от второго брака с Матильдой Плантагенет, дочери короля Англии Генриха II и Алиеноры Аквитанской.

## Биография
Вильгельм родился в 1184 году в английском городе Уинчестер, где жил в изгнании его отец Генрих Лев. Точная дата не известна, но вероятнее всего это произошло в июле или августе. Он получил не совсем типичное для Вельфов имя, характерное для предков матери, Матильды Английской.
Когда в 1185 году Генрих Лев смог вернуться на родину, Вильгельм был ещё слишком мал для путешествия. Молодые годы он провёл в Англии, где получал образование, находясь под покровительством деда, короля Генриха II Английского.
В 1193 году Вильгельм оказался втянут в имперскую политику. Он был передан как заложник императору Генриха VI вместо попавшего в плен короля Англии Ричарда I Львиное Сердце. Генрих передал Вильгельма на попечение герцога Австрии Леопольда V, который незадолго до смерти отослал заложника в Венгрию к королю Беле III. В Германию он вернулся только в 1195/1196 году.
В 1195 году умер отец Вильгельма — Генрих Лев. Из его некогда обширных владений сыновьям осталась только небольшая область вокруг Брауншвейга. В 1196 и 1197 году Вильгельм был наместником в Брауншвейге своего старшего брата Генриха, ставшего в 1195 году пфальцграфом Рейнским по праву своей жены.
В 1200 году Вильгельм сопровождал брата Генриха в Англию, где они безуспешно пытались вытребовать у нового короля Иоанна Безземельного свою долю наследства Ричарда Львиное Сердце.
1 мая 1202 года трое братьев, Генрих, Оттон и Вильгельм заключили Падеборнский договор о разделе родовых владений. По нему Вильгельму достались восточная и северная части вельфских владений, включая Люнебург, Лауэнбург, Регенштейн, Люхов, Данненберг, Бланкенбург и Хитцаккер. Центром владений Вильгельма был Люнебург, который он значительно укрепил. При нём город стал одним из центров по торговле солью, благодаря чему город стал богатеть. В том же 1202 году Вильгельм женился на сестре короля Дании Кнуда VI.
Во время борьбы за германский трон между Филиппом Швабским и Оттоном Брауншвейгским, братом Вильгельма, он в отличие от пфальцграфа Генриха, ставшего на сторону Гогенштауфенов, поддерживал Оттона. Вильгельм принимал участие во многих военных походах брата, в том числе в походе на Вайсенбург в 1201 году, Тюрингском походе в 1202 году, осаде Лихтенберга в 1206 году.
Умер Вильгельм 12 декабря 1213 года и был похоронен в бенедиктинском монастыре Святого Михаила в Люнебурге. Его единственному сыну Оттону было всего 9 лет, так что владения Вильгельма оказались под управлением его брата, императора Оттона.

## Брак и дети
Жена: с 1202 Елена Датская (ок. 1175/1182 — 22 ноября около 1233), дочь короля Дании Вальдемара I Великого и русской княжны Софьи Владимировны. Дети:
- Оттон I Дитя (1204 — 9 июня 1252), герцог Брауншвейг-Люнебурга с 1235